# Zinkperoxid
Zinkperoxid ist ein weißlicher bis hellgelber Feststoff und ein starkes Oxidationsmittel.

## Gewinnung und Darstellung
Zinkperoxid lässt sich durch Umsetzung von Zinkoxid mit Wasserstoffperoxid gewinnen, wobei das Produkt Kristallwasser enthält. Auch eine Herstellung aus anderen Zinksalzen und Wasserstoffperoxid ist möglich. Wasserfreies Zinkperoxid erhält man durch Umsetzung von Zinknitrat mit Kaliumperoxid in flüssigem Ammoniak. Die letzteren beiden Methoden führen allerdings zu einem weniger reinen Produkt.

## Eigenschaften
Die chemischen Eigenschaften des Zinkperoxids ähneln denen des Magnesiumperoxids.
Bei Temperaturen über 150 °C zersetzt sich Zinkperoxid zu Zinkoxid und Sauerstoff, bei 212 °C läuft diese Reaktion explosiv ab:
{\displaystyle \mathrm {2\ ZnO_{2}\rightarrow 2\ ZnO\ +\ O_{2}} }

## Verwendung
Zinkperoxid wird zur Herstellung blei-, antimon- und bariumfreier SINTOX-Anzündsätze eingesetzt.
Außerdem ist Zinkperoxid ein Bestandteil von Zahnbleichmitteln.

## Sicherheitshinweise
Als starkes Oxidationsmittel ist Zinkperoxid brandfördernd. Mechanische Einwirkung oder Erhitzen kann zu explosiven Reaktionen führen, ebenso neigen Mischungen mit brennbaren Stoffen zur – möglicherweise explosiven – Selbstentzündung.